# لوئیس یاکوبزون-لاسک
لوئیس یاکوبزون-لاسک (آلمانی: Louis Jacobsohn-Lask؛ ‏ ۲ مارس ۱۸۶۳ –  ۱۷ مهٔ ۱۹۴۰) متخصص اعصاب، روان‌پزشک و متخصص نوروآناتومی اهل آلمان بود. وی دانش‌آموختهٔ رشتهٔ پزشکی در دانشگاه هومبولت برلین و از شاگردان هاینریش ویلهلم گوتفرید فون والدایر-هارتس، رودلف ویرشو، امیل دو بوا ریمون و روبرت کخ بود.
او در سال ۱۸۹۹ «کتابچه راهنمای آناتومی و آناتومی مقایسه‌ای دستگاه عصبی مرکزی پستانداران» را با همکاری ادوارد فلاتائو نوشت که نخستین تلاش برای طبقه‌بندی شیار و شکنج‌های قشر مغز بود. وی نخستین کسی بود که در سال ۱۹۰۹ هستهٔ پدانکولوپونتین مغز را توصیف کرد.